# استیون بولاک (بازیکن فوتبال)
استیون بولاک (انگلیسی: Steven Bullock؛ زادهٔ ۵ اکتبر ۱۹۶۶) بازیکن فوتبال اهل بریتانیا است.
از باشگاه‌هایی که در آن بازی کرده‌است می‌توان به باشگاه فوتبال استوک‌پورت کانتی، باشگاه فوتبال ترانمره راورز، و باشگاه فوتبال اولدهام اتلتیک اشاره کرد.